# Бей-Ридж
Бей-Ридж (англ. Bay Ridge) — район, расположенный в Нью-Йорке, на юго-западе боро Бруклин. Бей-Ридж граничит с районами Сансет-Парк на севере и Дайкер-Хайтс на востоке. С западной стороны Бей-Ридж отделяется от боро Статен-Айленд проливом Те-Нарроус. На южном конце Бей-Ридж соединяется со Статен-Айлендом мостом Веррацано-Нарроус.
Площадь территории района составляет 1,779 квадратной мили.
Основной почтовый индекс — 11209, небольшая часть — 11220.

## История
Своим первым названием — Йеллоу-Хук (англ. Yellow Hook, дословно — «жёлтый крюк») район обязан желтоватому оттенку грунта, на который обратили внимание первые поселенцы. В 1853 году во время эпидемии жёлтой лихорадки местная община сочла это название неудачным. Новое имя Бей-Ридж (дословно — «гряда залива») было дано району за прекрасный вид, который открывался отсюда на залив Нью-Йорка. Этот же вид привлекал состоятельных застройщиков, которые возводили загородные резиденции в западной прибрежной части района. После ввода в эксплуатацию подземной линии Четвёртой авеню район стал заселяться жителями из среды рабочего и среднего класса.
В конце XIX — начале XX века заметное увеличение численности обитателей района произошло за счет эмигрантов из Норвегии и Дании.
Начало строительство моста Верразано в 1964 году потребовало сноса многих домов и было встречено протестами населения. Однако, со временем мост стал символом и гордостью района Бей-Ридж.

## Демография и классовый состав населения

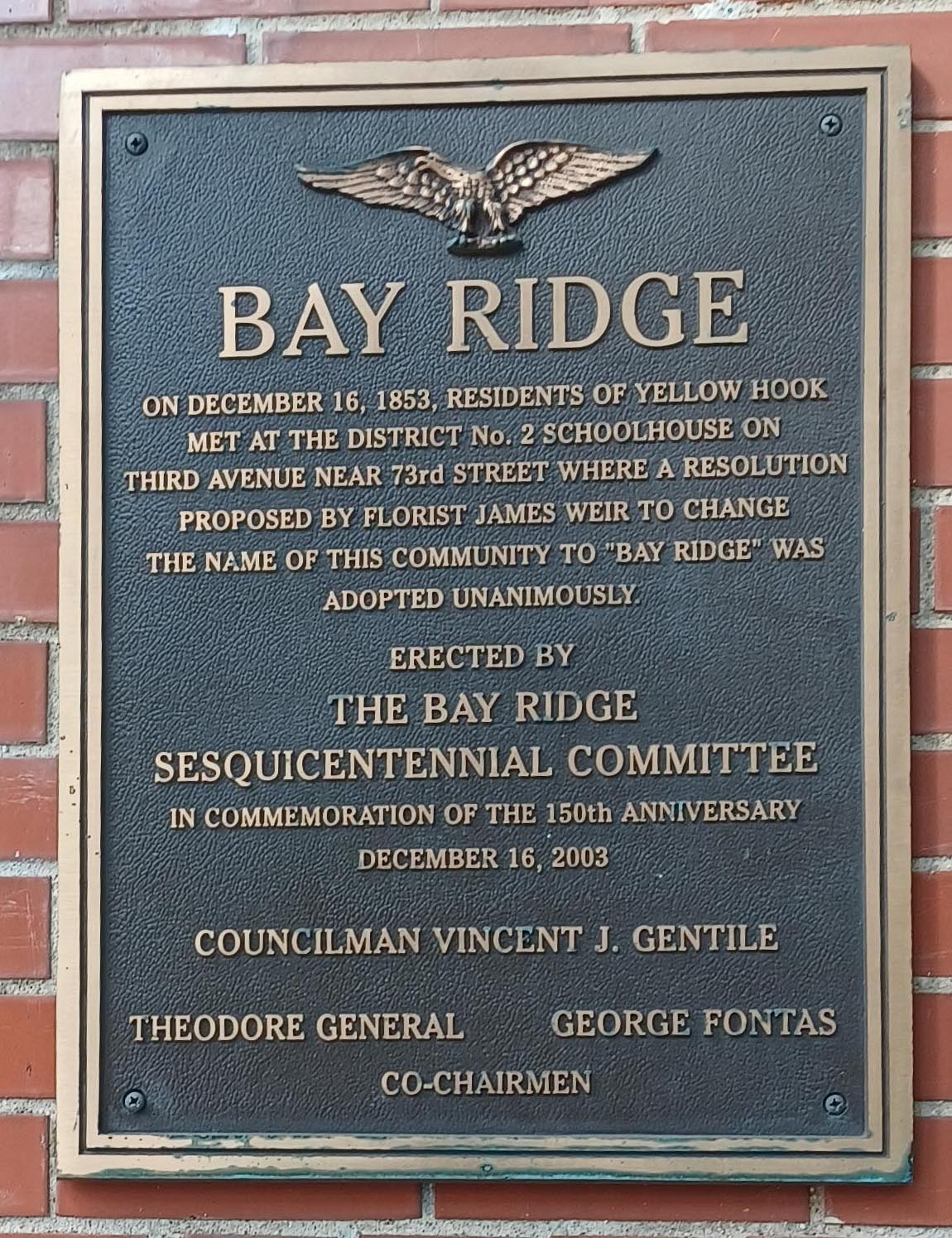
Мемориальная доска на здании местной библиотеки, гласит об истории переименовании района в Бей-Ридж

Большая часть населения Бей-Ридж принадлежит к среднему классу. До начала 1990-х годов в национальном составе жителей преобладали переселенцы из Италии, Ирландии, Норвегии, Греции и их потомки. Начиная с конца 1990-х наблюдается наплыв иммигрантов из России, Польши и стран Ближнего Востока.
- Численность населения: 80 689 чел.
- Плотность заселения: 45 350 чел./кв. милю
- Средний доход на семью: 57 478 $/год
- Средний возраст:
  - мужчины: 37,8 лет
  - женщины: 40,1 лет
- Доля иммигрантов в общем составе населения: 33,3 %[2]

## Транспортное сообщение
Район обслуживается маршрутом R Нью-Йоркского метрополитена.

## Галерея

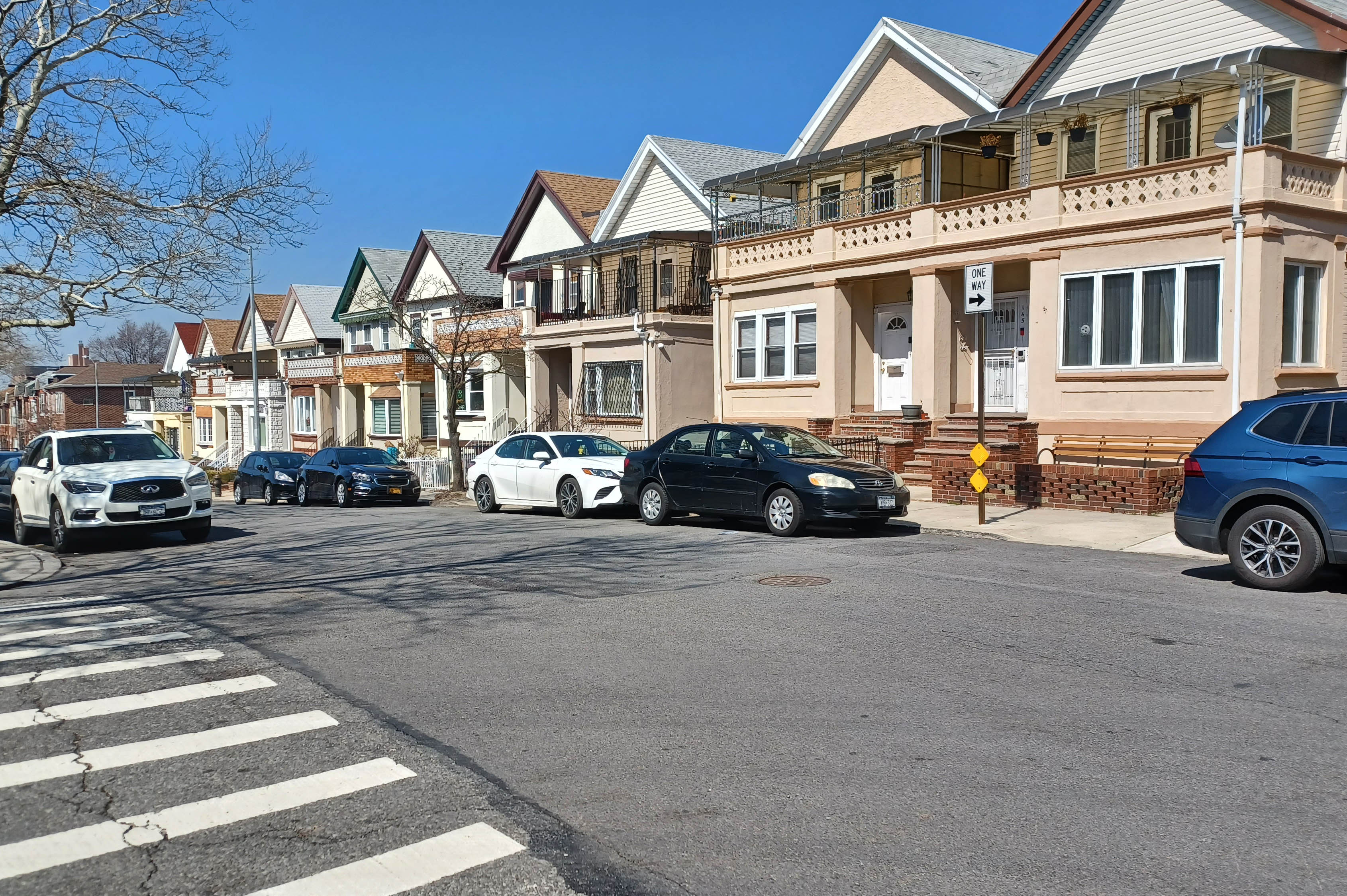
70-я стрит. Архитектура и ландшафт
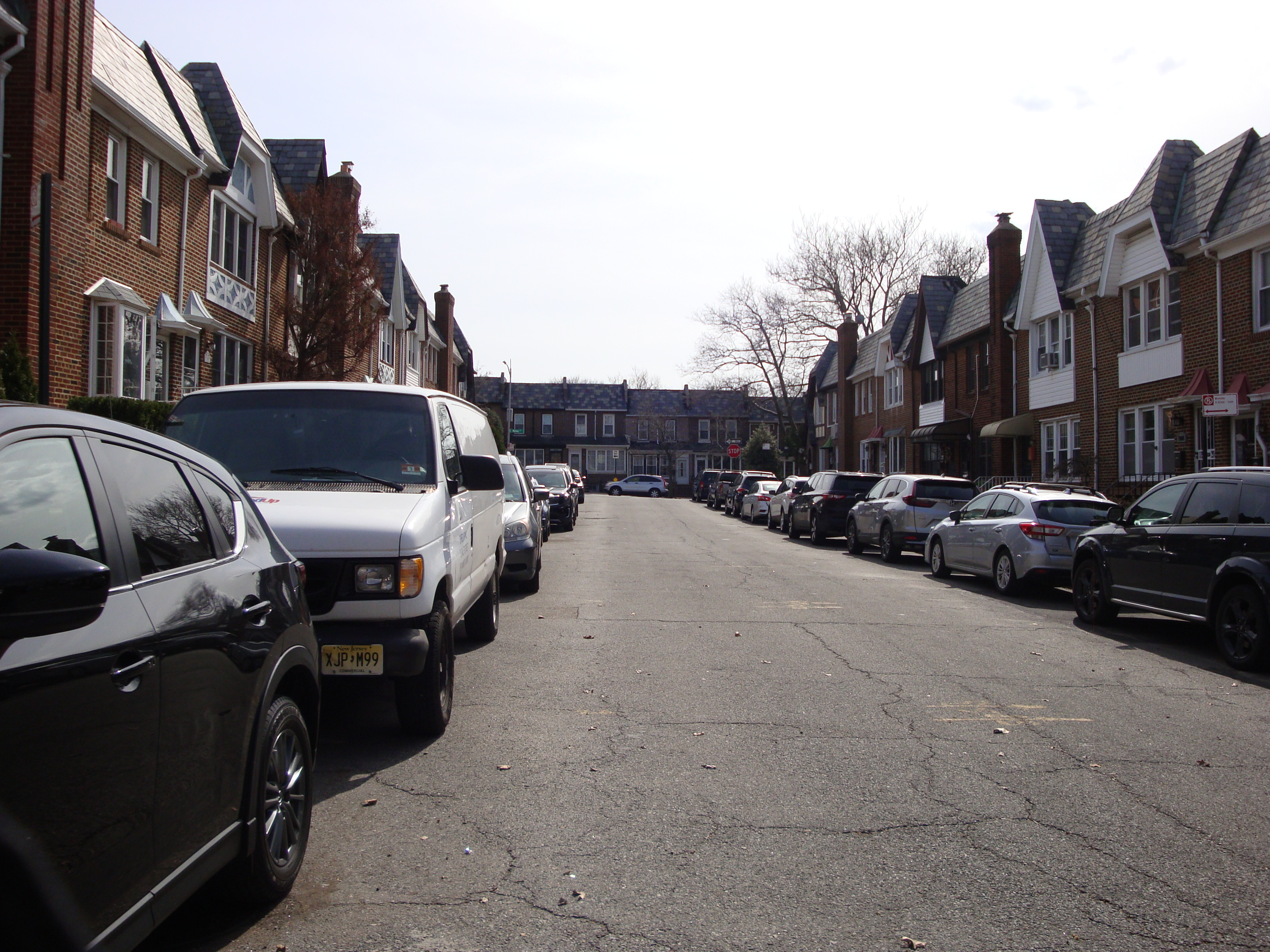
Частная улица в данном районе - явление не единичное. Посторонним вход воспрещён
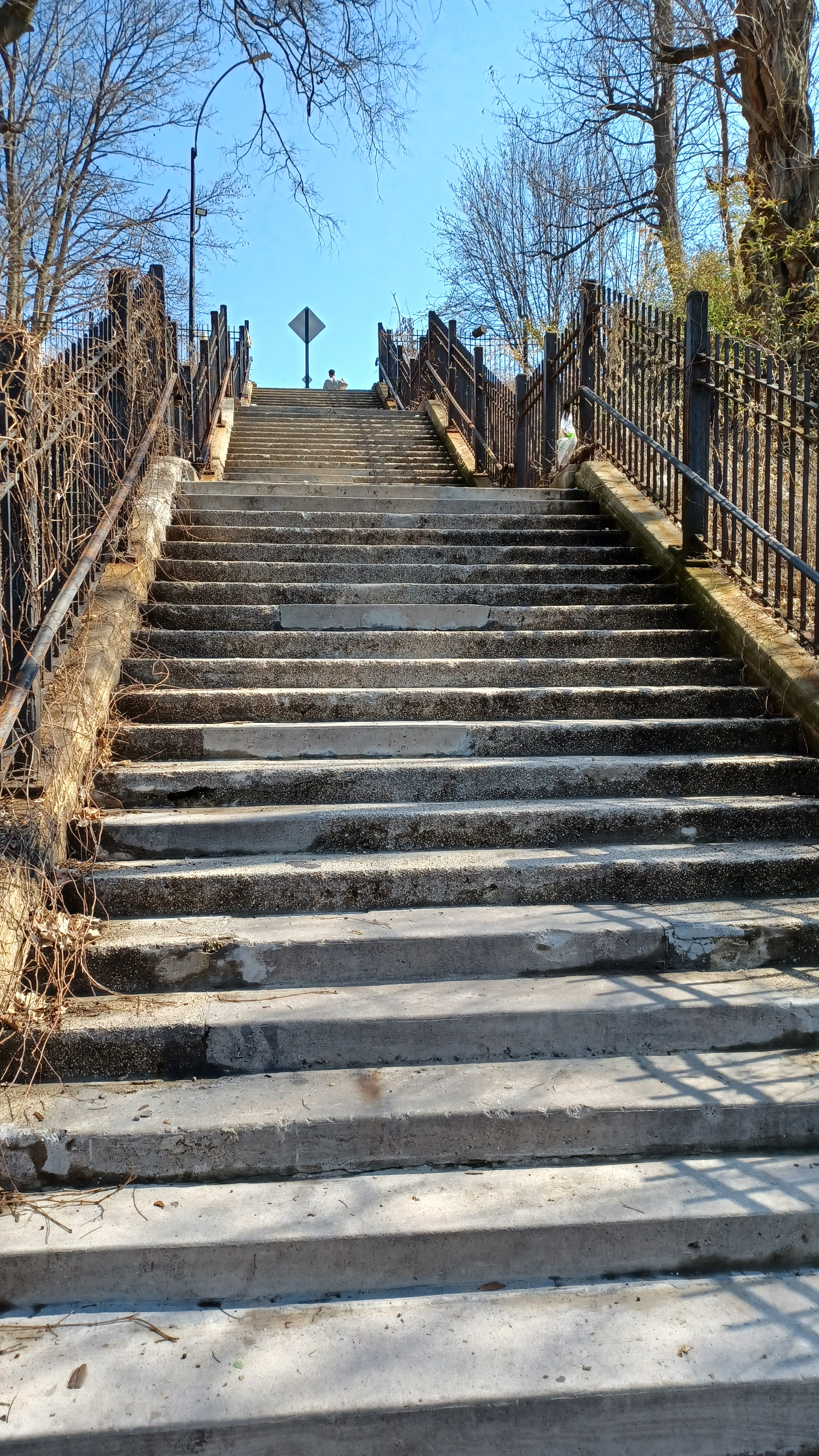
Лестница посреди квартала
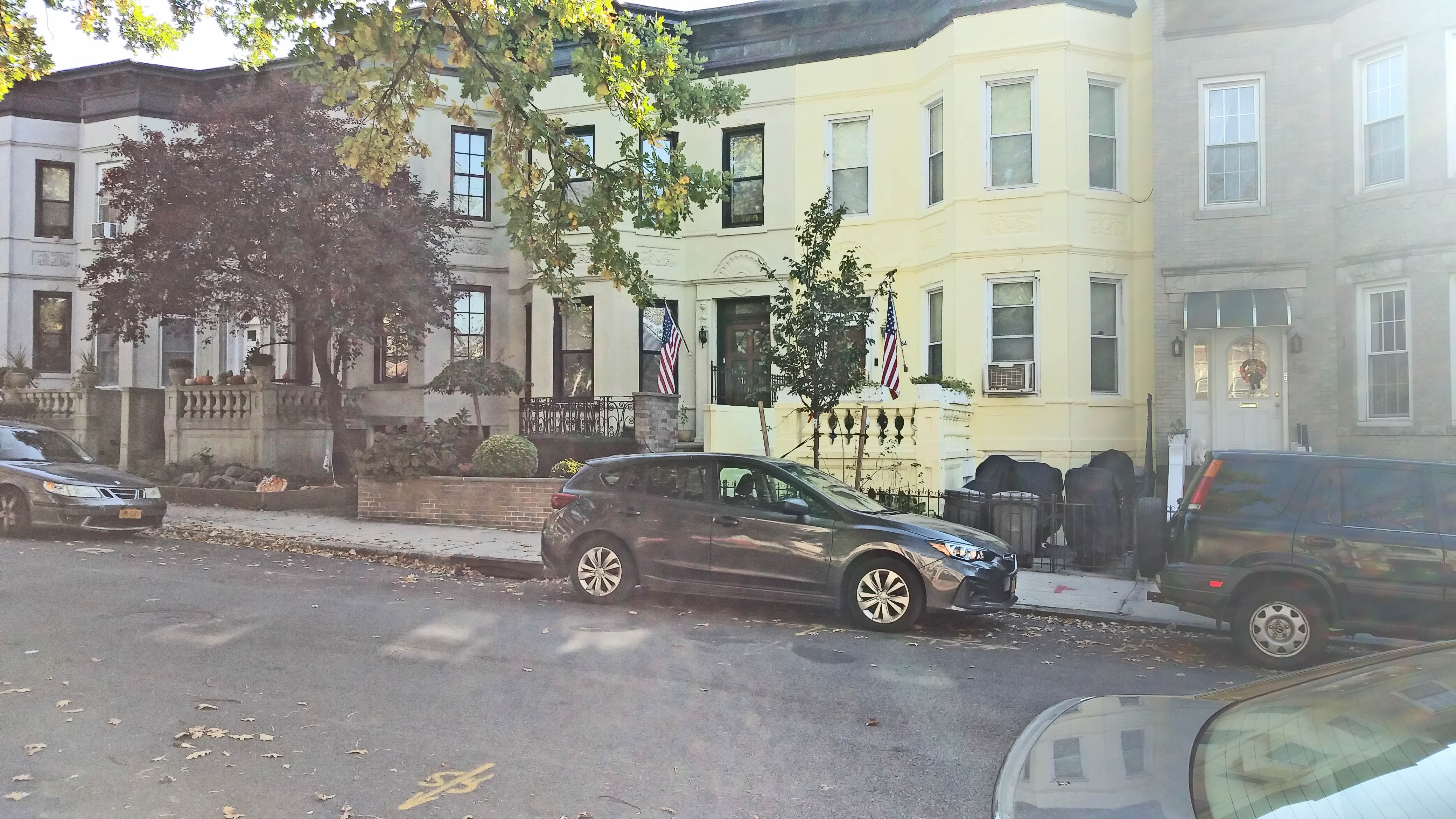
Викторианская архитектура
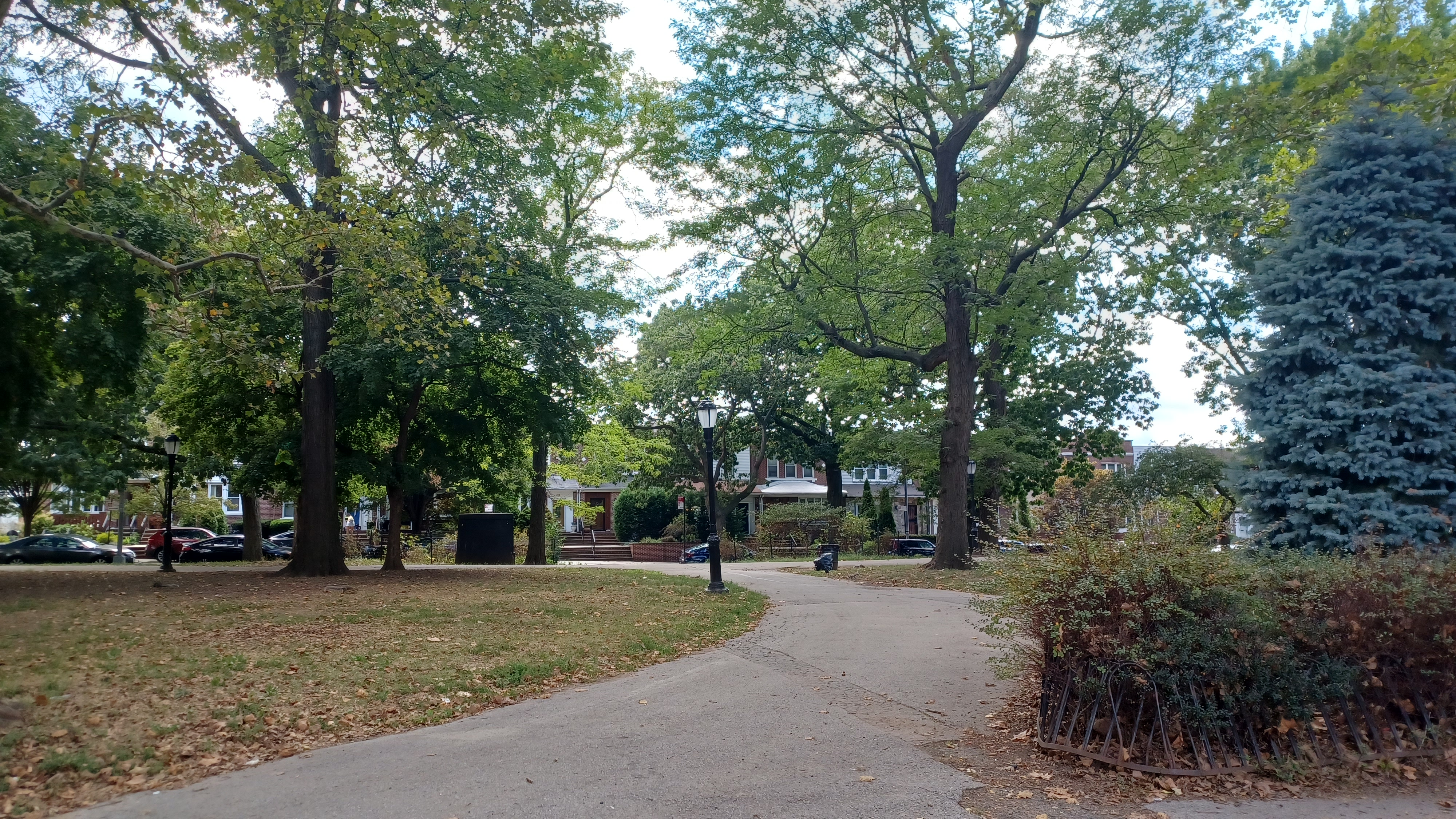
Парк в Бей-Ридж
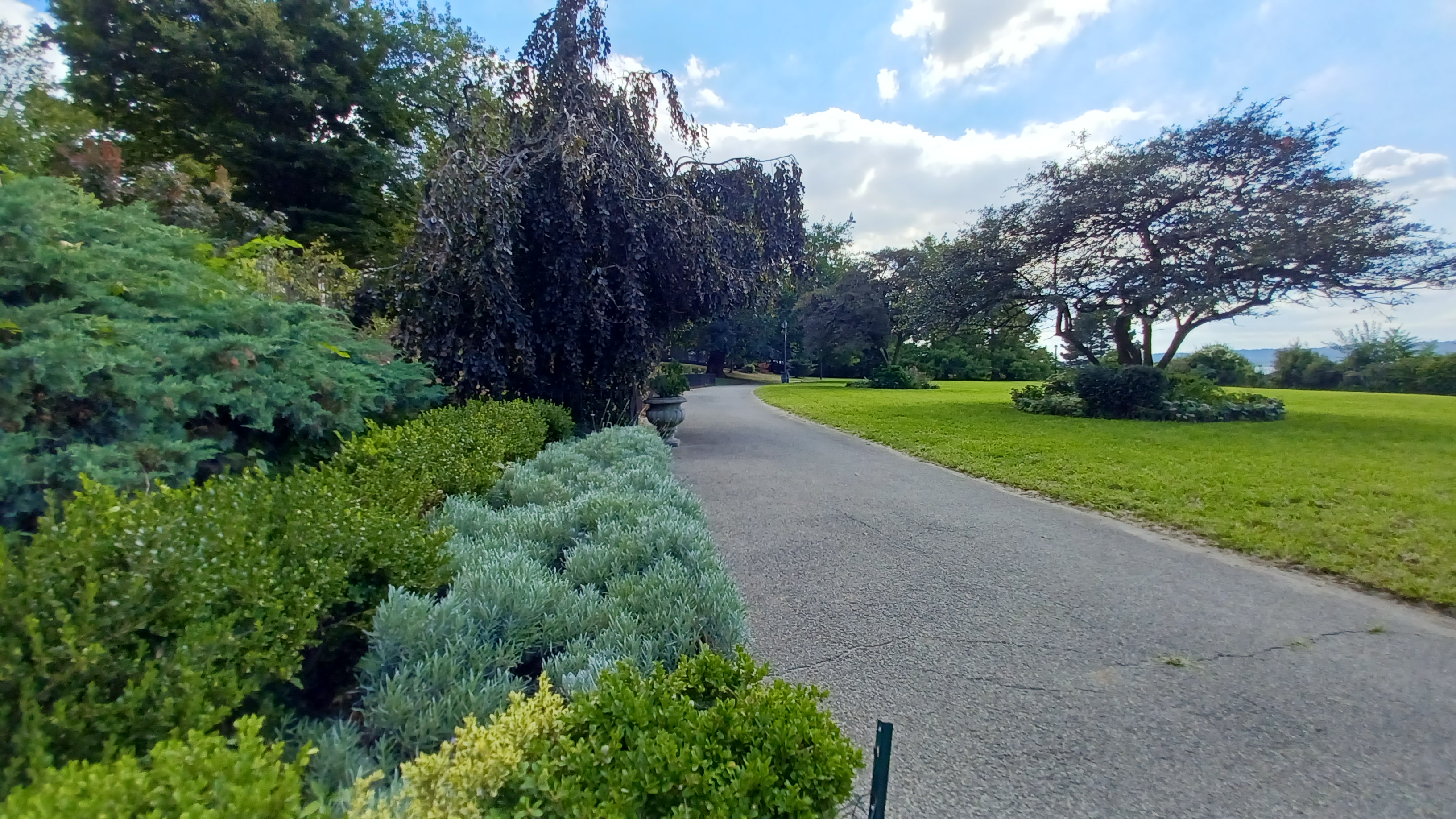
Небольшой ботанический сад в Бей-Ридж